# Sint-Janspomp

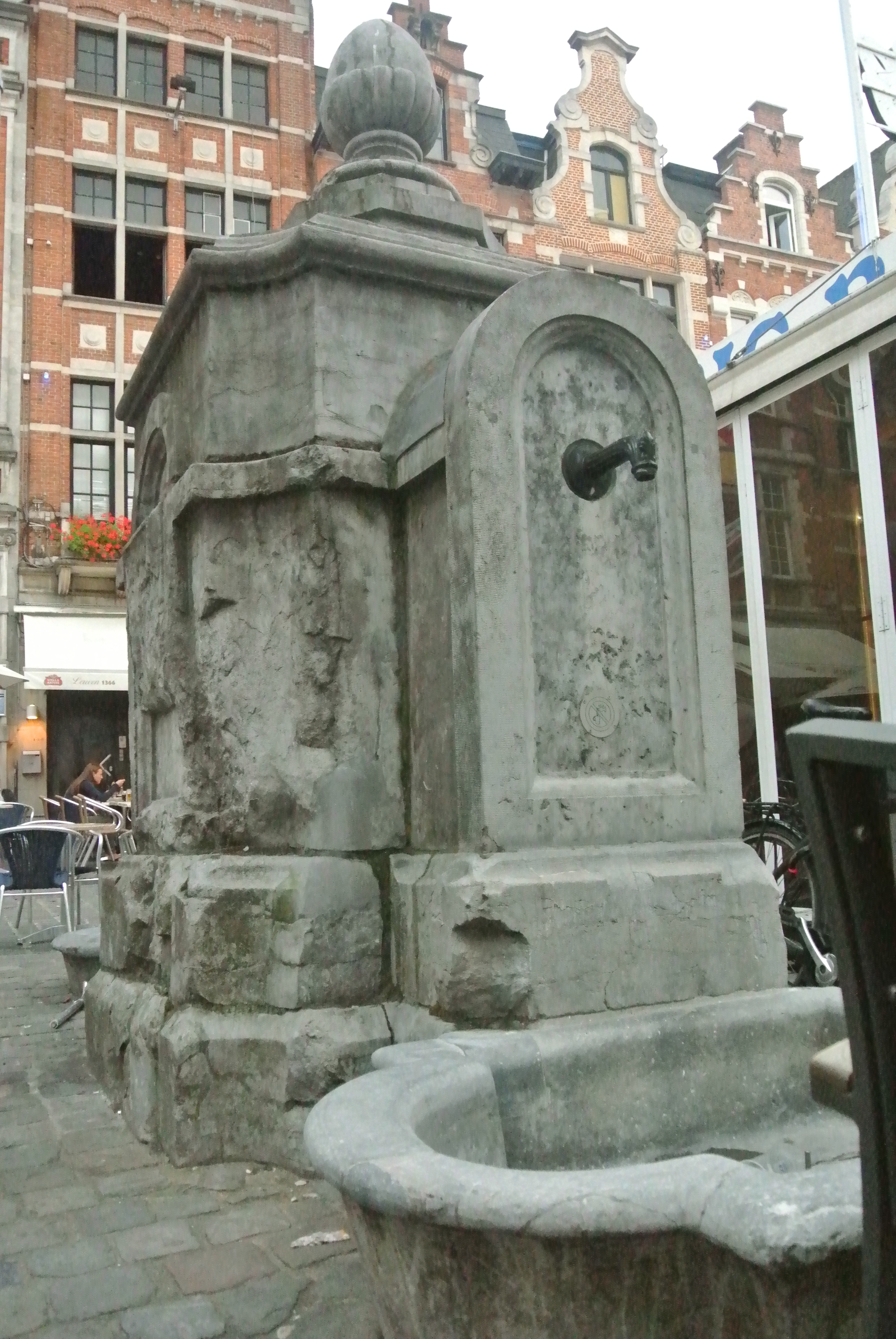
De Sint-Janspomp

De Sint-Janspomp is een van de twee waterpompen op de Oude Markt in Leuven (België). Zowel de Collegepomp als de Sint-Janspomp dateren van het begin van de achttiende eeuw, maar die laatste pomp in arduin, zoals die vandaag staat, werd slechts in 1856 geplaatst. De hendel is verdwenen, doch sinds 2010 wordt er continu grondwater naar boven gepompt.
Aan beide zijkanten staat het wapenschild van Leuven. Aan beide zijden staat een waterbekken.
De pomp is deel van een beschermd stadsgezicht sinds 1994.